# Гранели (Сиракуза)
Гранели (итал. Granelli) је насеље у Италији у округу Сиракуза, региону Сицилија.
Према процени из 2011. у насељу је живело 18 становника. Насеље се налази на надморској висини од 2 м.